# 隆兴镇 (崇州市)
隆兴镇，是中华人民共和国四川省成都市崇州市下辖的一个乡镇级行政单位。2019年12月，撤销桤泉镇、集贤乡，将原桤泉镇和原集贤乡所属行政区域划归隆兴镇管辖，隆兴镇人民政府驻香樟社区府青路113号。

## 行政区划
隆兴镇下辖以下地区：
香樟社区、丰乐村、石马村、高塔村、顺江村、青桥村和黎坝村。